# 目黒真奈美
目黒真奈美（めぐろ まなみ、1985年2月10日 - ）は、新潟県五泉市出身の陸上競技選手。

## 経歴
函館大妻高等学校→大分大学→新潟アルビレックスRC

## 主な成績
| 年   | 大会       | 種目 | 結果     | 備考 |
| ---- | ---------- | ---- | -------- | ---- |
| 2009 | 日本選手権 | 400m | 予選敗退 |      |